# Scionzier
Scionzier é uma comuna francesa na região administrativa de Auvérnia-Ródano-Alpes, no departamento da Alta Saboia. Estende-se por uma área de 10.62 km². Em 2010 a comuna tinha 8 944 habitantes (densidade: 842,2 hab./km²).